# Rovi Corporation
Rovi, anciennement Macrovision, est une entreprise américaine fondée en 1983 qui commercialise des systèmes anti-copie électroniques. Le terme Macrovision est devenu une dénomination générique pour désigner certains systèmes ou logiciels développés par cette entreprise.
En 2016, lors du rachat de TiVo par Rovi, l'entreprise change de nom pour prendre celui de TiVo.

## Histoire
Deux ans après sa création, Macrovision Corporation a intégré un procédé anti-copie pour la vidéocassette VHS américaine du film Cotton Club (sorti en 1984), premier film à exploiter la technologie de Macrovision. Dès la fin des années 1980, les principaux grands studios d'Hollywood utilisent ce système pour leurs vidéogrammes destinés à la vente ou à la location.
À partir de 1997, la technologie est intégrée sur le nouveau format vidéo numérique, les DVD par l'intermédiaire des lecteurs DVD.
En 2000, Macrovision acquiert Globetrotter, créateurs de FLEXlm (renommé ensuite Flexnet), serveur de licences flottantes.
En 2004, Macrovision acquiert InstallShield, créateurs de logiciels d'application multimédia. En 2005, Macrovision acquiert ZeroG Software, créateurs de InstallAnywhere (concurrents directs de l'achat précédent). En 2006, Macrovision acquiert eMeta.
Le 1er janvier 2007, Macrovision acquiert Mediabolic, Inc. Le 28 février 2007, WDIG, Disney Interactive Studios et Macrovision annoncent une collaboration pour distribuer les jeux vidéo Disney en Europe et en Australie grâce à un portail géré par WDIG sur le réseau de Macrovision. En décembre 2007, Macrovision acquiert All Media Guide, éditeur de la base de données AllMusic.
Le 1er avril 2008, Macrovision annonce que Thoma Bravo, société de capital-investissement, a racheté sa division logiciel pour une somme de 200 millions de dollars, ce qui donne naissance à une entité séparée nommée Acresso Software
À partir du mois de juillet 2009, Rovi Corporation est le nouveau nom de Macrovision Solutions Corporation.
En mars 2010, Rovi Corporation acquiert Media Unbound, plate-forme de personnalisation et de recommandation de contenu musical. En décembre 2010, Rovi Corporation acquiert Sonic Solutions, éditeur du logiciel de gravure Roxio et propriétaire de DivX, pour 720 millions de dollars.
En avril 2016, Rovi annonce l'acquisition de TiVo pour 1,1 milliard de dollars, les deux entreprises étant présents dans les décodeurs et les box télé. À la suite de ce rachat, Rovi change de nom et prend le nom de TiVo Corporation

## Les technologies

### Macrovision pour la vidéo
On distingue deux types de procédés anti-copie. Le plus ancien est de type analogique et le plus récent, apparu avec le DVD est numérique. En présence du signal analogique Macrovision, un lecteur vidéo VHS, un lecteur DVD, un démodulateur satellitaire, un récepteur câble, ou toute autre émission de télévision encodée avec Macrovision procure au téléviseur, une image perturbée, instable voire totalement occultée. Son visionnage comme sa copie sont généralement impossibles. L'image peut se déchirer, perdre sa synchronisation, s'affaiblir ou encore disparaître sporadiquement.
Dans la forme analogique, un signal perturbateur (des rectangles allant du blanc au noir sont intégrés dans les trames non visibles de la vidéo - soit très voisins des signaux de synchronisation - et des impulsions complémentaires et affaiblies de synchronisation sont également ajoutés au signal vidéocomposite. La plupart des téléviseurs sont généralement compatibles avec la source originale mais les magnétoscopes et enregistreurs numériques disposent d'un contrôle automatique de gain (CAG) ainsi que d'une sensibilité pour les signaux de synchronisation affaiblis. Dans une variante, le dispositif Macrovision peut incorporer également avec le signal d'identification de couleur des impulsions de crêtes correspondant à la couleur blanche sur les dernières lignes de l'image. Dans ce cas, il peut apparaître un léger décalage vers la droite des lignes concernées sur le bas de l'écran de télévision.
Dans son mode numérique, le dispositif Macrovision nécessite un circuit spécifique et des logiciels lesquels font partie intégrante des récepteurs, lecteurs ou enregistreurs numériques. 
La plupart des appareils vidéo enregistreurs (DVD, Blu-ray, Disque Dur, etc.) interdisent tout enregistrement « protégé » par le signal Macrovision et stoppent l'enregistrement en affichant un message spécifique tel que « copie interdite ».

#### Limites techniques
Macrovision est parfois considéré par les usagers comme une nuisance car si le signal traverse les circuits d'un magnétoscope ou d'un décodeur avant d'arriver au téléviseur, la vidéo devient brouillée voire illisible à l'écran, sans même vouloir enregistrer (ce phénomène peut survenir avec certains combinés TV-magnétoscope). Pour la version numérique, les téléviseurs et appareils vidéos haute définition peuvent également être perturbés par ces signaux anti-copie. En France, les VHS SECAM, munies de ce signal, ne sont vues en couleur que sur les téléviseurs SECAM utilisant l'identification ligne. En effet, la présence de ce signal de protection (sous sa forme analogique), interdit les signaux d'identification trame, pour faire apparaitre les images en couleurs sur les téléviseurs antérieurs à 1979, ne pouvant pas être re-réglés sur l'identification ligne (ces appareils sont extrêmement rares, au début du XXIe siècle). Certains éditeurs français ont tenté de loger, dans les intervalles de suppression trame, les signaux Macrovision, et les signaux d'identification trame, sur certaines rares cassettes VHS SECAM, mais l'essai ne fut pas du tout concluant : l'image restait toujours en noir et blanc sur ces anciens téléviseurs. Aucun problème avec l'identification ligne. Malgré les essais effectués avec un boîtier régénérant l'identification Trame, à partir des salves d'identification (adaptateur Péritel REP 12 de CGV), la macrovision perturbait le circuit du boîtier CGV, et ce boîtier ne pouvait rien faire.
De plus, la liaison VHS sur téléviseur re-modulée UHF par la prise d'antenne, était aussi instable, alors qu'en vidéo composite ou en Y/C (PAL ou NTSC), le problème ne se pose pas.

#### Solutions légales
Certains lecteurs DVD offrent la possibilité de désactiver la protection si celle-ci n'est pas déjà intégrée à l'image mais insérée à la lecture.
Pour contourner la version analogique, des équipements électroniques destinés au filtrage des signaux Macrovision sont commercialisés au titre de l'« amélioration de l'image » ou proposés en kit à réaliser par le particulier. Ils disposent d'un microcontrôleur avec un circuit de multiplexage et démultiplexage. En plus de ces stabilisateurs, un appareil professionnel et coûteux comme le Time Base Corrector (TBC ou correcteur de base temps) permet un filtrage efficace.
En revanche, pour les versions numériques, l'utilisation (illégale selon la législation de certains pays[réf. nécessaire]) de logiciels via un ordinateur reste la seule parade efficace ainsi que la modification logicielle ou matérielle des lecteurs ou enregistreurs protégés.